# Kerry Washington
Kerry Washington (anglès: Kerry Marisa Washington)  (Bronx i Nova York, 31 de gener de 1977) és una actriu estatunidenca. Va obtenir un ampli reconeixement públic per interpretar l'experta en gestió de crisis Olivia Pope a la sèrie dramàtica Scandal (2012-2018). Pel aquest paper va ser nominada dues vegades al Primetime Emmy a la millor actriu en sèrie dramàtica i una vegada al Globus d'Or a la millor actriu en sèrie de televisió dramàtica. La seva interpretació d'Anita Hill al telefilm de thriller polític d'HBO Confirmation (2016), i el seu paper de Mia Warren a la minisèrie de Hulu Little Fires Everywhere (2020), van obtenir nominacions al premi Primetime Emmy a la millor actriu en minisèrie o pel·lícula.
Al cinema, Washington és coneguda pels seus papers de Della Bea Robinson a Ray (2004), de Kay a The Last King of Scotland (2006), d'Alicia Masters a les pel·lícules d'acció dels Quatre Fantàstics de 2005 i 2007, i de Broomhilda von Shaft a Django desencadenat de Quentin Tarantino (2012). També ha protagonitzat les pel·lícules independents Our Song (2000), The Dead Girl (2006), Mares i filles (2009), Night Catches Us (2010), American Son (2019), The Six Triple Eight (2024), interpretant la Major Charity Adams.
La revista Time va incloure Washington a la seva llista Time 100 de les persones més influents el 2014. El 2018 Forbes la va considerar la vuitena actriu de televisió més ben pagada.

## Obra publicada
- Thicker than Water: A Memoir.  New York: Little, Brown Spark, 2023. ISBN 9780316497398. OCLC 1397065861.[8]